# 伊比拉普伊唐
伊比拉普伊唐是巴西南大河州的一个市镇。总面积307.028平方公里，总人口4182人，人口密度13.6人/平方公里。